# Rangers FC
Rangers Football Club is een voetbalclub uit Glasgow, Schotland, die in de Scottish Premiership speelt, het hoogste niveau van het Schotse voetbal. Hun thuisbasis, Ibrox Stadium, ligt in het zuidwesten van de stad. De club wordt vaak informeel als Glasgow Rangers aangeduid, al is dit nooit de officiële naam geweest.
Rangers Football Club werd opgericht maart 1872. Na het seizoen van 2011-2012 werd de club geliquideerd, omdat het niet meer kon voldoen aan haar opgebouwde schulden. De club was voor deze liquidatie een van de elf oorspronkelijke leden van de Schotse Football League. Ze waren continu op het hoogste niveau actief, tot aan de liquidatie van het bedrijf The Rangers Football Club Plc. In 2012 werd er een nieuw bedrijf opgericht, Sevco Scotland Ltd, dat de assets van de club kocht. Dit bedrijf werd vervolgens hernoemd naar The Rangers Football Club Ltd., en ondergebracht onder het eveneens in 2012 opgerichte moederbedrijf The Rangers International Football Club Plc. Deze nieuwe club mocht van de Schotse voetbalbond de plaats innemen van het ter ziele gegane Rangers, maar moest daarbij wel onderaan de ladder van het betaald voetbal in Schotland beginnen; het vierde niveau. De club promoveerde daarna drie keer in vier jaar, wat hen uiteindelijk naar het hoogste niveau bracht. 
(In het vervolg van dit artikel zal, om verwarring te voorkomen, het oude Rangers en het nieuwe Rangers als zijnde een en dezelfde club worden besproken).
Rangers is na Celtic de op 1 na succesvolste voetbalclub ter wereld, waarbij de Scottish Premiership 55 keer, de Scottish Cup 34 keer en de Scottish League Cup 28 keer werden gewonnen. Zeven keer werden alle drie de titels in hetzelfde seizoen gewonnen. De ploeg werd een keer ongeslagen kampioen, in het seizoen 2020/2021; een prestatie die in Schotland enkel onder doet voor Celtic's twee ongeslagen kampioenschappen.
Rangers was de eerste Britse club die een finale van een toernooi georganiseerd door de UEFA bereikte (de Europacup II van 1961; aartsrivaal Celtic zou uiteindelijk de eerste Britse club worden die zo'n toernooi daadwerkelijk won; de Europa Cup I, van 1967). Na in 1961 en 1967 finalist te zijn geweest, won de club in 1972 wél de Europacup II. Dynamo Moskou werd met 3–2 verslagen. In 2008 stond Rangers voor de vierde keer in een Europese finale, deze keer in de UEFA Cup, maar deze werd met 0–2 van Zenit Sint-Petersburg verloren. Ongeveer 200.000 fans waren met het team meegereisd naar Manchester, waar de finale plaatsvond. Veertien jaar later, in 2022, stond de club opnieuw in een Europese finale, maar deze werd na strafschoppen verloren van Eintracht Frankfurt.
Rangers heeft een hevige rivaliteit met Celtic; de derby tussen de twee clubs is bekend onder de naam Old Firm.

## Geschiedenis

### Kort overzicht
Rangers werd opgericht door vier mannen: broers Moses McNeil en Peter McNeil, Peter Campbell en William McBeath. Ze ontmoetten elkaar in maart 1872 in het park West End Park (nu bekend als Kelvingrove Park) in Glasgow. Rangers' eerste wedstrijd, in mei van dat jaar, was een vriendschappelijke wedstrijd tegen het lokale Callander in het park Glasgow Green.
De tragische Ibrox-ramp, tijdens de Old Firm, vond plaats op 2 januari 1971. Er vielen 66 doden en er raakten 200 mensen gewond.
In 1972 won Rangers eindelijk een Europese prijs, de Europacup II, na eerder twee Europese finales in diezelfde competitie verloren te hebben (in 1961 en 1967). Doelpunten van Colin Stein en Willie Johnston waren voldoende om Dinamo Moskou met 3–2 te verslaan. De finale werd gespeeld in Camp Nou, Barcelona.
Vanaf het seizoen 1988/89 tot en met het seizoen 1996/97 ging Rangers negen maal op rij met de landstitel aan de haal. Deze prestatie is in Schotland alleen geëvenaard door aartsrivaal Celtic en tot op heden niet verbeterd.
In februari 1997 kreeg Rangers, waar op dat moment voormalig Ajacied Peter van Vossen en enfant terrible Paul Gascoigne onder contract stonden, een kapitaalinjectie, nadat een kwart van de aandelen in bezit kwam van een van de rijkste Britse zakenmannen, de Engelsman Joe Lewis, die een teruggetrokken leven leidde op de Bahama's.
Rangers werd hierdoor na Manchester United de rijkste club van Groot-Brittannië. Hoe rijk ze waren, bleek ook uit het salaris van sterspeler Gascoigne, die in Glasgow een basissalaris van bijna 6,5 miljoen gulden per jaar opstreek en daarmee de best betaalde voetballer van de Britse Eilanden was.
De Nederlander Dick Advocaat was van 1 juni 1998 tot 12 december 2001 de eerste buitenlandse manager van de Rangers.

### Faillissement
Op 13 februari 2012 vroeg het bedrijf achter de club (The Rangers Football Club PLC) uitstel van betaling aan. Een belastingnaheffing van 9 miljoen pond lag ten grondslag aan de financiële problemen. In juni 2012 werd Rangers Football Club PLC failliet verklaard. Een nieuw bedrijf, Sevco Scotland Ltd (later omgedoopt tot The Rangers Football Club Ltd), werd opgericht om de activa van The Rangers Football Club Plc te verwerven en te beschermen. Het bedrijf is de huidige eigenaar van de club en valt geheel onder het moederbedrijf The Rangers International Football Club Plc.
Vanwege het faillisement van Rangers werd er door de toenmalige voorzitters van de twaalf clubs uit de Scottish Premiership over het lidmaatschap van de nieuwe club, die de naam Rangers inmiddels over had genomen van de ter ziele gegane club, gestemd. Kilmarnock stemde niet, Rangers stemde voor en de overige tien clubs stemden tegen. Hierdoor werd besloten om de nieuwe club Rangers voor het seizoen 2012/13 naar het vierde niveau terug te zetten.
Sinds het seizoen 2016/17 komen The Gers,na drie kampioenschappen in vier seizoenen, weer uit in de Scottish Premiership, de hoogste voetbaldivisie in Schotland. In het seizoen 2020/21 werd Rangers weer kampioen van Schotland.

### Historische landstitel onder Steven Gerrard
Op 4 mei 2018 werd voormalige Liverpool-aanvoerder Steven Gerrard aangesteld als nieuwe trainer van Rangers. Hij tekende een contract voor vier seizoenen. Het tijdperk van Gerrard begon succesvol: Rangers bleef in hun eerste twaalf wedstrijden ongeslagen, waarmee ze een plaats veroverden in de groepsfase van de UEFA Europa League. Echter, Rangers werden vervolgens verslagen door Celtic in de eerste Old Firm-derby van het seizoen en de volgende maand werden ze uitgeschakeld in de League Cup door Aberdeen. Op 29 december versloeg Rangers Celtic in het Ibrox Stadium, nadat de ploeg de derby de voorgaande dertien keer niet had gewonnen. Aberdeen klopte Rangers voor de tweede keer in het seizoen uit een beker na het behalen van een 2-0 overwinning in de Scottish Cup op Ibrox op 12 maart 2019.
Seizoen 2019/20 begon met Rangers die zich opnieuw kwalificeerden voor de groepsfase van de UEFA Europa League voordat ze met 2-0 verloren van Celtic op Ibrox in de eerste Old Firm-wedstrijd van het seizoen op 1 september. De volgende dag contracteerde de club Ryan Kent van Liverpool voor circa zeven miljoen pond. Rangers bereikte de finale van de League Cup, maar werd ondanks een dominant optreden met 1-0 verslagen door Celtic. Op 12 december stroomde Rangers naar de knock-outfase van de UEFA Europa League na een 1-1 gelijkspel met BSC Young Boys. Op 29 december versloeg Rangers Celtic met 2-1 in Celtic Park, hun eerste overwinning in het stadion van hun aartsrivaal sinds oktober 2010. Echter, een ineenstorting in vorm daarna, met inbegrip van verlies van Hearts in de Scottish Cup en Hamilton in de competitie binnen 5 dagen, liet Rangers 13 punten achter op Celtic in de eerste week van maart. Een maand later werd al het professionele voetbal in Schotland opgeschort vanwege de COVID-19-pandemie in het Verenigd Koninkrijk. Op 18 mei 2020 maakte de SPFL officieel een einde aan het seizoen en werd Celtic de landstitel toegekend op basis van de behaalde punten per wedstrijd.
Op 7 maart 2021 won Rangers voor het eerst in 10 jaar de landstitel en eindigde het de competitiecampagne ongeslagen met een clubrecord van 102 punten. Het was de eerste keer dat een andere ploeg dan Celtic de Scottish Premiership wist te winnen.

## Erelijst
| Internationaal                           |     | |
| European Cup Winners' Cup (Europacup II) | 1x  | 1972 |
| Nationaal                                |     | |
| Schots landskampioenschap ·              | 55x | 1890/91, 1898/99, 1899/1900, 1900/01, 1901/02, 1910/11, 1911/12, 1912/13, 1917/18, 1919/20, 1920/21, 1922/23, 1923/24, 1924/25, 1926/27, 1927/28, 1928/29, 1929/30, 1930/31, 1932/33, 1933/34, 1934/35, 1936/37, 1938/39, 1946/47, 1948/49, 1949/50, 1952/53, 1955/56, 1956/57, 1958/59, 1960/61, 1962/63, 1963/64, 1974/75, 1975/76, 1977/78, 1986/87, 1988/89, 1989/90, 1990/91, 1991/92, 1992/93, 1993/94, 1994/95, 1995/96, 1996/97, 1998/99, 1999/2000, 2002/03, 2004/05, 2008/09, 2009/10, 2010/11, 2020/21 |
| Scottish Cup                             | 34x | 1894, 1897, 1898, 1903, 1928, 1930, 1932, 1934, 1935, 1936, 1948, 1949, 1950, 1953, 1960, 1962, 1963, 1964, 1966, 1973, 1976, 1978, 1979, 1981, 1992, 1993, 1996, 1999, 2000, 2002, 2003, 2008, 2009, 2022 |
| Scottish League Cup                      | 27x | 1947, 1949, 1961, 1962, 1964, 1965, 1971, 1976, 1978, 1979, 1982, 1984, 1985, 1987, 1988, 1989, 1991, 1993, 1994, 1997, 1999, 2002, 2003, 2005, 2008, 2010, 2011, 2023 |
| Glasgow Cup                              | 47x | 1893, 1894, 1897, 1898, 1900, 1901, 1902, 1911, 1912, 1913, 1914, 1918, 1919, 1922, 1923, 1924, 1925, 1930, 1932, 1933, 1934, 1936, 1937, 1938, 1940, 1942, 1943, 1944, 1945, 1948, 1950, 1954, 1957, 1958, 1960, 1969, 1971, 1975 (gedeeld met Celtic na 2-2 gelijkspel), 1976, 1979, 1983, 1985, 1986, 1987, 2009, 2010, 2012, 2014, 2015 |
| Scottish Championship (tweede niveau)    | 1x  | 2015/16 |
| Scottish League One (derde niveau)       | 1x  | 2013/14 |
| Scottish Third Division (vierde niveau)  | 1x  | 2012/13 |
| Scottish Challenge Cup                   | 1x  | 2015/16 |

## Overzichtslijsten

### Eindklasseringen sinds 1947
| 1 |

| 2 |

| 1 |

| 1 |

| 2 |

| 2 |

| 1 |

| 4 |

| 3 |

| 1 |

| 1 |

| 2 |

| 1 |

| 3 |

| 1 |

| 2 |

| 1 |

| 1 |

| 5 |

| 2 |

| 2 |

| 2 |

| 1 |

| 2 |

| 4 |

| 3 |

| 2 |

| 3 |

| 1 |

| 1 |

| 2 |

| 1 |

| 2 |

| 5 |

| 3 |

| 3 |

| 4 |

| 4 |

| 4 |

| 5 |

| 1 |

| 3 |

| 1 |

| 1 |

| 1 |

| 1 |

| 1 |

| 1 |

| 1 |

| 1 |

| 1 |

| 2 |

| 1 |

| 1 |

| 2 |

| 2 |

| 1 |

| 2 |

| 1 |

| 3 |

| 2 |

| 2 |

| 1 |

| 1 |

| 1 |

| 2 |

| 1 |

| 1 |

| 3 |

| 1 |

| 3 |

| 3 |

| 2 |

| 2 |

| 1 |

| 2 |

| 2 |

| 2 |

| 2 |

| Niveau 1 | Niveau 2 | Niveau 3 | Niveau 4 |

| Periode    | Niveau 1                | Niveau 2              | Niveau 3            | Niveau 4            |
| 1893-1975  | Division One            | Division Two          | Division Three      | --                  |
| 1975-1998  | Premier Division        | First Division        | Second Division     | Third Division      |
| 1998-2013  | Scottish Premier League | First Division        | Second Division     | Third Division      |
| 2013-heden | Scottish Premiership    | Scottish Championship | Scottish League One | Scottish League Two |

### Seizoensresultaten vanaf 1999
| Seizoen | Competitie              | Niveau | Eindstand | Tsch   | Scottish Cup | Opmerking                                                                                      |
| ------- | ----------------------- | ------ | --------- | ------ | ------------ | ---------------------------------------------------------------------------------------------- |
| 1998/99 | Scottish Premier League | I      | Kampioen  | 49.264 | Winnaar      | < Celtic FC: 1-0; Winnaar League Cup > St. Johnstone FC: 2-1; Invoering Premier League.        |
| 1999/00 | Scottish Premier League | I      | Kampioen  | 48.097 | Winnaar      | < Aberdeen FC: 4-0                                                                             |
| 2000/01 | Scottish Premier League | I      | 2         | 47.111 | kwartfinale  |                                                                                                |
| 2001/02 | Scottish Premier League | I      | 2         | 46.180 | Winnaar      | < Celtic FC: 3-2; Winnaar League Cup > Ayr United FC: 4-0                                      |
| 2002/03 | Scottish Premier League | I      | Kampioen  | 48.685 | Winnaar      | < Dundee FC: 1-0: Winnaar League Cup > Celtic FC: 2-1                                          |
| 2003/04 | Scottish Premier League | I      | 2         | 49.145 | kwartfinale  |                                                                                                |
| 2004/05 | Scottish Premier League | I      | Kampioen  | 48.676 | 3e ronde     | Winnaar League Cup > Motherwell FC 5-1                                                         |
| 2005/06 | Scottish Premier League | I      | 3         | 49.260 | 8e finale    | League-topscorer: Kris Boyd (32)                                                               |
| 2006/07 | Scottish Premier League | I      | 2         | 49.948 | 3e ronde     | League-topscorer: Kris Boyd (20)                                                               |
| 2007/08 | Scottish Premier League | I      | 2         | 48.091 | Winnaar      | < Queen of the South FC: 3-2; Winnaar League Cup > Dundee United FC: 2-2 (3-2 n.s.)            |
| 2008/09 | Scottish Premier League | I      | Kampioen  | 48.534 | Winnaar      | < Falkirk FC: 1-0; Finalist League Cup > Celtic FC: 0-2 n.v.; League-topscorer: Kris Boyd (27) |
| 2009/10 | Scottish Premier League | I      | Kampioen  | 47.564 | kwartfinale  | Winnaar League Cup > St. Mirren FC: 1-0; League-topscorer: Kris Boyd (23)                      |
| 2010/11 | Scottish Premier League | I      | Kampioen  | 45.305 | 8e finale    | Winnaar League Cup > Celtic FC: 2-1 n.v.; League-topscorer: Kenny Miller (21)                  |
| 2011/12 | Scottish Premier League | I      | 2         | 46.324 | 8e finale    | Teruggezet naar 4e niveau i.v.m. financiële onregelmatigheden.                                 |
| 2012/13 | Scottish Third Division | IV     | 1         | 45.744 | 8e finale    | League-topscorer: Andy Little (22)                                                             |
| 2013/14 | Scottish League One     | III    | 1         | 42.657 | 8e finale    |                                                                                                |
| 2014/15 | Scottish Championship   | II     | 3         | 33.348 | 8e finale    | pd-wedstrijden > Motherwell FC: 1-3 (T) / 0-3 (U)                                              |
| 2015/16 | Scottish Championship   | II     | 1         | 45.325 | Finale       | < Hibernian FC: 2-3; League-topscorer: Martyn Waghorn (20)                                     |
| 2016/17 | Scottish Premiership    | I      | 3         | 48.893 | halve finale |                                                                                                |
| 2017/18 | Scottish Premiership    | I      | 3         | 49.254 | halve finale |                                                                                                |
| 2018/19 | Scottish Premiership    | I      | 2         | 49.534 | kwartfinale  | League-topscorer: Alfredo Morelos (18)                                                         |
| 2019/20 | Scottish Premiership    | I      | 2         | 49.238 | kwartfinale  | Finalist League Cup > Celtic FC: 0-1; competitie afgebroken i.v.m. coronapandemie              |
| 2020/21 | Scottish Premiership    | I      | Kampioen  | 0      | kwartfinale  |                                                                                                |
| 2021/22 | Scottish Premiership    | I      | 2         | 40.532 | Winnaar      | < Heart of Midlothian FC: 2-0 n.v.                                                             |
| 2022/23 | Scottish Premiership    | I      | 2         | 49.232 | halve finale | Finalist League Cup > Celtic FC: 1-2                                                           |
| 2023/24 | Scottish Premiership    | I      | 2         | 49.315 | Finale       | < Celtic FC: 0-1; Winnaar League Cup > Aberdeen FC: 1-0                                        |
| 2024/25 | Scottish Premiership    | I      | 2         | 47.954 | 8e finale    | Finalist League Cup > Celtic FC: 3-3 (2-5 n.s.); Leaguetopscorer: Cyriel Dessers (18)          |
| 2025/26 | Scottish Premiership    | I      | .         |        |              |                                                                                                |

### Rangers FC in Europa
Rangers Football Club heeft sinds 1956 in diverse Europese competities gespeeld. Hieronder staan de competities en in welke seizoenen de club daaraan deelnam. De editie die Rangers heeft gewonnen is dik gedrukt:
- Champions League (22x)

1992/93, 1993/94, 1994/95, 1995/96, 1996/97, 1997/98, 1999/00, 2000/01, 2001/02, 2003/04, 2004/05, 2005/06, 2007/08, 2008/09, 2009/10, 2010/11, 2011/12, 2021/22, 2022/23, 2023/24, 2024/25, 2025/26
- Europacup I (13x)

1956/57, 1957/58, 1959/60, 1961/62, 1963/64, 1964/65, 1975/76, 1976/77, 1978/79, 1987/88, 1989/90, 1990/91, 1991/92
- Europa League (9x)

2010/11, 2011/12, 2017/18, 2018/19, 2019/20, 2020/21, 2021/22, 2023/24, 2024/25
- Europacup II (10x)

1960/61, 1962/63, 1966/67, 1969/70, 1971/72, 1973/74, 1977/78, 1979/80, 1981/82, 1983/84
- UEFA Cup (14x)

1982/83, 1984/85, 1985/86, 1986/87, 1988/89, 1997/98, 1998/99, 1999/00, 2000/01, 2001/02, 2002/03, 2004/05, 2006/07, 2007/08
- UEFA Super Cup (1x)

1972
- Jaarbeursstedenbeker (3x)

1967/68, 1968/69, 1970/71
Bijzonderheden Europese competities:
| Bijzonderheid                 | Datum      | Tegenstander | Uitslag | Plaats  | Naam            | Aantal |
| ----------------------------- | ---------- | ------------ | ------- | ------- | --------------- | ------ |
| Hoogste overwinning           | 28-09-1983 | Valletta FC  | 10-0    | Glasgow |                 |        |
| Hoogste nederlaag             | 09-10-1963 | Real Madrid  | 0-6     | Madrid  |                 |        |
| Hoogste nederlaag             | 12-10-2022 | Liverpool FC | 1-7     | Glasgow |                 |        |
| Speler met meeste wedstrijden | 22-07-2025 |              |         |         | James Tavernier | 97     |
| Speler met meeste doelpunten  | 30-07-1997 |              |         |         | Ally McCoist    | 21     |

UEFA Club Ranking: 40 (05-02-2025)

## Selectie
| Nr.           | Naam            | Nationaliteit | Geb. datum | Sinds | Contract | Vorige club             |
| ------------- | --------------- | ------------- | ---------- | ----- | -------- | ----------------------- |
| Doelmannen    |                 |               |            |       |          |                         |
| 1             | Jack Butland    | Engeland      | 10-03-1993 | 2023  | 2027     | Crystal Palace          |
| 28            | Robby McCrory   | Schotland     | 18-03-1998 | 2022  | 2025     |                         |
| 32            | Kieran Wright   | Schotland     | 01-04-1999 | 2023  | 2025     |                         |
| 33            | Jon McLaughlin  | Schotland     | 09-09-1987 | 2023  | 2025     | Sunderland              |
| Verdedigers   |                 |               |            |       |          |                         |
| 2             | James Tavernier | Engeland      | 31-10-1991 | 2015  | 2026     | Wigan Athletic          |
| 3             | Rıdvan Yılmaz   | Turkije       | 21-05-2001 | 2022  | 2027     | Beşiktaş                |
| 5             | John Souttar    | Schotland     | 25-09-1996 | 2022  | 2026     | Heart of Midlothian     |
| 6             | Connor Goldson  | Engeland      | 18-12-1992 | 2018  | 2026     | Brighton & Hove Albion  |
| 21            | Dujon Sterling  | Engeland      | 24-10-1999 | 2023  | 2027     | Chelsea                 |
| 26            | Ben Davies      | Engeland      | 11-08-1995 | 2022  | 2026     | Liverpool               |
| 27            | Leon Balogun    | Nigeria       | 28-06-1988 | 2023  | 2024     | Queens Park Rangers     |
| 31            | Borna Barišić   | Kroatië       | 10-11-1992 | 2018  | 2024     | NK Osijek               |
| 38            | Leon King       | Schotland     | 14-01-2004 | 2022  | 2026     |                         |
| 44            | Adam Devine     | Schotland     | 23-03-2003 | 2022  | 2025     |                         |
| Middenvelders |                 |               |            |       |          |                         |
| 4             | John Lundstram  | Engeland      | 18-02-1994 | 2021  | 2024     | Sheffield United        |
| 8             | Ryan Jack       | Schotland     | 27-02-1992 | 2017  | 2024     | Aberdeen                |
| 13            | Todd Cantwell   | Engeland      | 27-02-1998 | 2023  |          | Norwich City            |
| 15            | José Cifuentes  | Ecuador       | 12-03-1999 | 2023  | 2027     | Los Angeles FC          |
| 20            | Kieran Dowell   | Engeland      | 10-10-1997 | 2023  | 2026     | Norwich City            |
| 43            | Nicolas Raskin  | België        | 23-02-2001 | 2023  | 2027     | Standard Luik           |
| Aanvallers    |                 |               |            |       |          |                         |
| 7             | Fábio Silva     | Portugal      | 19-07-2002 | 2024  | 2024     | Wolverhampton Wanderers |
| 9             | Cyriel Dessers  | Nigeria       | 08-12-1994 | 2023  | 2027     | US Cremonese            |
| 11            | Tom Lawrence    | Wales         | 13-01-1994 | 2022  | 2025     | Derby County            |
| 14            | Sam Lammers     | Nederland     | 30-04-1997 | 2023  | 2027     | Atalanta Bergamo        |
| 17            | Rabbi Matondo   | Wales         | 09-09-2000 | 2022  | 2026     | Schalke 04              |
| 19            | Abdallah Sima   | Senegal       | 17-06-2001 | 2023  | 2024     | Brighton & Hove Albion  |
| 23            | Scott Wright    | Schotland     | 08-08-1997 | 2021  | 2025     | Aberdeen                |
| 25            | Kemar Roofe     | Jamaica       | 06-01-1993 | 2020  | 2024     | RSC Anderlecht          |
| 45            | Ross McCausland | Noord-Ierland | 12-05-2003 | 2023  | 2027     |                         |
| 99            | Danilo          | Brazilië      | 07-04-1999 | 2023  | 2028     | Feyenoord               |

Laatste update: 30 december 2023

## Bekende (oud-)spelers

### Schots
- David Bates
- Matt Gilks
- Gordon Ramsay

### Fins
- Jonatan Johansson

### Noord Ierland
- David Healy
- Kyle Lafferty

### Nederlanders die voor Rangers uitkwamen
- Pieter Huistra (1990-1995)
- Peter van Vossen (1995-1998)
- Theo Snelders (1995-1999)
- Giovanni van Bronckhorst (1998-2001)
- Arthur Numan (1998-2003)
- Michael Mols (1999-2004)
- Bert Konterman (2000-2003)
- Ronald de Boer (2000-2004)
- Frank de Boer (2003-2004)
- Fernando Ricksen (2000-2006)
- Ronald Waterreus (2004-2006)
- Sam Lammers (2023 - heden)

## Trainers
| Van        | Tot        | Naam                     | Periode                                                                           | D     | W   | G   | V   | W%    |
| ---------- | ---------- | ------------------------ | --------------------------------------------------------------------------------- | ----- | --- | --- | --- | ----- |
| 28.11.2022 | heden      | Michael Beale            | -                                                                                 | -     | -   | -   | -   | -     |
| 18.11.2021 | 21.11.2022 | Giovanni van Bronckhorst | -                                                                                 | -     | -   | -   | -   | -     |
| 01.06.2018 | 11.11.2021 | Steven Gerrard           | -                                                                                 | -     | -   | -   | -   | -     |
| 01.05.2018 | 13.05.2018 | Jimmy Nicholl*           | 12 dagen                                                                          | 3     | 1   | 2   | 0   | 33.33 |
| 26.10.2017 | 01.05.2018 | Graeme Murty             | 187 dagen (kortste periode in de clubgeschiedenis, interim-trainers uitgezonderd) | 29    | 18  | 2   | 9   | 62.07 |
| 13.03.2017 | 26.10.2017 | Pedro Caixinha           | 227 dagen                                                                         | 27    | 14  | 5   | 8   | 51.85 |
| 10.02.2017 | 12.03.2017 | Graeme Murty*            | 30 dagen                                                                          | 6     | 3   | 1   | 2   | 50.00 |
| 15.06.2015 | 10.02.2017 | Mark Warburton           | 1 jaar, 240 dagen                                                                 | 82    | 54  | 15  | 13  | 65.85 |
| 12.03.2015 | 15.06.2015 | Stuart McCall*           | 95 dagen                                                                          | 17    | 7   | 6   | 4   | 41.18 |
| 21.12.2014 | 12.03.2015 | Kenny McDowall*          | 81 dagen                                                                          | 10    | 3   | 3   | 4   | 30.00 |
| 16.05.2011 | 21.12.2014 | Ally McCoist             | 3 jaar, 219 dagen                                                                 | 167   | 121 | 22  | 24  | 72.46 |
| 10.01.2007 | 15.05.2011 | Walter Smith             | 4 jaar, 126 dagen                                                                 | 245   | 154 | 53  | 38  | 62.86 |
| 04.01.2007 | 10.01.2007 | Ian Durrant*             | 6 dagen                                                                           | 1     | 0   | 0   | 1   | 0     |
| 09.05.2006 | 04.01.2007 | Paul Le Guen             | 240 dagen                                                                         | 31    | 16  | 8   | 7   | 51.61 |
| 13.12.2001 | 08.05.2006 | Alex McLeish             | 4 jaar, 169 dagen                                                                 | 235   | 155 | 44  | 36  | 65.96 |
| 01.06.1998 | 12.12.2001 | Dick Advocaat            | 3 jaar, 194 dagen                                                                 | 195   | 131 | 34  | 30  | 67.53 |
| 19.04.1991 | 31.05.1998 | Walter Smith             | 7 jaar, 42 dagen                                                                  | 379   | 248 | 68  | 63  | 65.52 |
| 01.05.1986 | 16.04.1991 | Graeme Souness           | 4 jaar, 350 dagen                                                                 | 257   | 165 | 49  | 43  | 64.20 |
| 16.04.1986 | 01.05.1986 | Walter Smith*            | 15 dagen                                                                          | 2     | 0   | 1   | 1   | 00.00 |
| 07.04.1986 | 16.04.1986 | Alex Totten*             | 9 dagen                                                                           | 1     | 0   | 0   | 1   | 00.00 |
| 10.11.1983 | 07.04.1986 | Jock Wallace             | 2 jaar, 148 dagen                                                                 | 124   | 55  | 36  | 33  | 43.65 |
| 28.10.1983 | 10.11.1983 | Tommy McLean*            | 13 dagen                                                                          | 4     | 1   | 0   | 3   | 25.00 |
| 24.05.1978 | 28.10.1983 | John Greig               | 5 jaar, 157 dagen                                                                 | 288   | 150 | 71  | 67  | 52.08 |
| 07.06.1972 | 23.05.1978 | Jock Wallace             | 5 jaar, 350 dagen                                                                 | 308   | 201 | 56  | 51  | 65.25 |
| 08.12.1969 | 07.06.1972 | Willie Waddell           | 2 jaar, 182 dagen                                                                 | 130   | 73  | 25  | 32  | 56.49 |
| 27.11.1969 | 08.12.1969 | Willie Thornton*         | 11 dagen                                                                          | 2     | 2   | 0   | 0   | 100   |
| 01.11.1967 | 27.11.1969 | David White              | 2 jaar, 26 dagen                                                                  | 114   | 73  | 19  | 22  | 64.03 |
| 15.06.1954 | 01.11.1967 | Scot Symon               | 13 jaar, 139 dagen                                                                | 681   | 445 | 114 | 122 | 65.34 |
| 20.05.1920 | 15.06.1954 | Bill Struth              | 34 jaar, 26 dagen                                                                 | 1,179 | 788 | 228 | 163 | 66.83 |
| 27.05.1899 | 20.05.1920 | William Wilton           | 20 jaar, 359 dagen                                                                | 722   | 475 | 118 | 129 | 65.78 |

- * = Interim-trainer

## Club records

### Club
- Meeste toeschouwers in de Scottish Cup: 143,570, 27 maart 1948, tegen Hibernian
- Meeste toeschouwers in de Scottish Premiership: 118,567, 2 januari 1939, tegen Celtic
- Grootste overwinning:
  - 14–2 tegen Whitehill, Scottish Cup, 29 september 1883
  - 14–2 tegen Blairgowrie, Scottish Cup, 20 januari 1934
  - 13–0 tegen Possil Park, Scottish Cup, 6 oktober 1877
  - 13–0 tegen Uddingston, Scottish Cup, 10 november 1877
  - 13–0 tegen Kelvinside Athletic, Scottish Cup, 28 september 1889
- Grootste overwinning in de Scottish Premiership: 10–0 tegen Hibernian, 24 december 1898
- Grootste nederlaag: 1–7 tegen Celtic, League Cup, 19 oktober 1957
- Grootste nederlaag in de Scottish Premiership: 0–6 tegen Dumbarton, 4 mei 1892

### Spelers
- Meeste officiële wedstrijden (alle competities):  John Greig – 755 (1960–1978)
- Meeste wedstrijden in de Scottish Premiership:  Sandy Archibald – 513 (1917–1934)
- Meeste Europese wedstrijden:  Barry Ferguson – 82 (1998–2003 en 2004–2009)
- Meeste doelpunten (alle competities, alleen officiële wedstrijden):  Ally McCoist – 355 (1983–1998)
- Meeste doelpunten in de Scottish Premiership:  Ally McCoist – 251 (1983–1998)
- Duurste uitgaande transfer:  Calvin Bassey - €23,00 miljoen (2022, naar AFC Ajax)

- Duurste aankoop:  Tore André Flo – £12,5 miljoen (2001, van Chelsea)

## Voormalige spelers

### Voormalige aanvoerders van Rangers FC
| Naam             | Periode   |
| ---------------- | --------- |
| Tom Vallance     | 1876–1882 |
| David Mitchell   | 1882–1894 |
| John McPherson   | 1894–1898 |
| Robert Hamilton  | 1898–1906 |
| Robert Campbell  | 1906–1916 |
| Tommy Cairns     | 1916–1926 |
| Bert Manderson   | 1926–1927 |
| Tommy Muirhead   | 1927–1930 |
| David Meiklejohn | 1930–1938 |
| Jimmy Simpson    | 1938–1940 |
| Jock Shaw        | 1940–1957 |
| George Young     | 1953–1957 |
| Ian McColl       | 1957–1960 |
| Eric Caldow      | 1960–1962 |
| Bobby Shearer    | 1962–1965 |
| John Greig       | 1965–1978 |
| Derek Johnstone  | 1978–1983 |
| John McClelland  | 1983–1984 |

| Naam             | Periode     |
| ---------------- | ----------- |
| Craig Paterson   | 1984–1986   |
| Terry Butcher    | 1986–1990   |
| Richard Gough    | 1990–1997   |
| Richard Gough    | 1997–1998   |
| Brian Laudrup    | 1997        |
| Lorenzo Amoruso  | 1998–2000   |
| Barry Ferguson   | 2000–2003   |
| Barry Ferguson   | 2005–2007   |
| Barry Ferguson   | 2007–2009   |
| Craig Moore      | 2003–2004   |
| Stefan Klos      | 2004–2005   |
| Gavin Rae        | 2007        |
| David Weir       | 2009–2012   |
| Steven Davis     | 2012        |
| Carlos Bocanegra | 2012        |
| Lee McCulloch    | 2012–2015   |
| Lee Wallace      | 2015–2018   |
| James Tavernier  | 2018-huidig |

### Het beste Rangers team aller tijden (1999)
| Goram Greig Butcher Gough Jardine Cooper Baxter Gascoigne Laudrup Hateley McCoist |

- Doelman – Andy Goram
- Verdediger – John Greig – (kreeg de meeste stemmen; gekozen tot beste Rangers speler aller tijden)
- Verdediger – Terry Butcher
- Verdediger – Richard Gough
- Verdediger – Sandy Jardine
- Middenvelder – Davie Cooper
- Middenvelder – Jim Baxter
- Middenvelder – Paul Gascoigne
- Middenvelder – Brian Laudrup (gekozen tot beste buitenlandse Rangers speler aller tijden)
- Aanvaller – Mark Hateley
- Aanvaller – Ally McCoist

### Schotse Hall of Fame (voetbal)
Er zijn 33 oud-spelers en oud-managers die in hun carrière op een bepaald moment voor Rangers uitkwamen, opgenomen in de Schotse voetbal Hall of Fame (stand: 2019). Sinds 2004 kunnen oud-spelers en oud-managers hierin worden opgenomen.
- John Greig (2004)
- Graeme Souness (2004)
- Sir Alex Ferguson (2004)
- Jim Baxter (2004)
- Willie Woodburn (2004)
- Alex McLeish (2005)
- Willie Waddell (2005)
- George Young (2005)
- Alan Morton (2005)
- Davie Cooper (2006)
- Brian Laudrup (2006)
- Sandy Jardine (2006)
- Willie Henderson (2006)
- Richard Gough (2006)
- Walter Smith (2007)
- Ally McCoist (2007)
- Eric Caldow (2007)
- Derek Johnstone (2008)
- Bill Struth (2008)
- David Meiklejohn (2009)
- Mo Johnston (2009)
- Andy Goram (2010)
- Robert Smyth McColl (2011)
- Terry Butcher (2011)
- Bob McPhail (2012)
- Scot Symon (2013)
- Davie Wilson (2014)
- Bobby Brown (2015)
- Jock Wallace (2016)
- Archie Knox (2018)
- Ian McMillan (2018)
- Tommy McLean (2019)
- Colin Stein (2019)

### Schotse Hall of Fame (sport)
Er zijn drie oud-Rangersspelers opgenomen in de Schotse sport Hall of Fame.
- Jim Baxter (2002)
- John Greig (2002)
- Ally McCoist (2007)